# Peregrino de Auxerre
San Peregrino (peregrinus) de Auxerre (en inglés: Saint Pilgrim, en español: San Pellegrino) (261 d. C. - ca 304 d. C.) es venerado como el primer obispo de Auxerre y el constructor de la primera catedral de la ciudad. Fue un sacerdote encomendado por el Papa Sixto II, para evangelizar la región de La Galia. Predicó en Marsella, Lyon, y convirtió al cristianismo a la mayor parte de los habitantes de Auxerre.
En Intaranum-actual (Entrains-sur-Nohain), Peregrino enfureció al gobernador debido a que instaba al pueblo a abandonar el culto pagano local centralizado en un templo dedicado al dios Júpiter
Según el Martyrologium Hieronymianum, Peregrino fue torturado y decapitado en vicus en Baiacus (Bouhy) (en lo que hoy en día es Nièvre) durante la persecución de Diocleciano.
Su ferviente seguidor Joviniano, venerado también como un santo, fue martirizado junto a él Otros compañeros que seguían su causa como el sacerdote Marso, el diácono Corcodomus y el subdiácono Júpiter, corrieron la misma suerte.

## Veneración
Aunque los historiadores postulan que Peregrino probablemente no era un obispo, sino un mero misionero que había terminado en las zonas rurales de esta región; en el siglo IX, los clérigos de Auxerre lo hicieron mártir y el primer obispo de su ciudad.
En el siglo VII, algunas de sus reliquias fueron trasladadas desde Bouhy a la abadía de Saint-Denis. El Papa León III ordenó la construcción de la iglesia de San Pelegrino en Naumachia, dedicada a San Peregrino en Roma, cerca del Francorum Hospitale y que sirvió, precisamente, a los peregrinos. Luego se le dedicó una calle cerca de la iglesia y, más tarde, se hizo conocida la Puerta de San Pellegrino, en el mismo emplazamiento.
En 1645, se realizaron una serie de trabajos bajo el altar de la iglesia de Bouhy, donde se descubrieron varios restos óseos, entre ellos un cráneo humano. Tras años de investigación, estos restos óseos fueron reconocidos como las reliquias de San Peregrino. Posteriormente, el cráneo fue devuelto a Auxerre, su lugar de nacimiento.